# Kordun

El Kordun se encuentra en su totalidad en el condado de Karlovac.

Kordun es una región del centro de Croacia a los pies del sistema montañoso Petrova gora (lit., 'montaña de Pedro'), que se extiende a lo largo del río Korana y forma frontera con Bosnia-Hercegovina. Al Sur, linda con la región de Lika. Kordun, cuyo centro principal es Slunj, pertenece al condado de Karlovac y desde 1091, junto con toda Croacia, fue anexado al Reino de Hungría por el rey San Ladislao I de Hungría, tras la muerte del rey croata Zvonimir. Posteriormente, luego de la firma del acuerdo con Austria en 1867 y formado el Imperio austrohúngaro, Kordun pertenecía a la marca o frontera militar con el Imperio otomano.
Luego de la firma del Tratado de Trianon en 1920 luego de que Hungría perdiese la Primera Guerra Mundial, Croacia fue unida con Serbia y otras dependencias para formar Yugoslavia. El área es rica en recursos forestales. Antes de la Guerra de Independencia de Croacia la década de 1990, la población estaba compuesta de croatas y serbios. El Kordun sufrió muchos daños y muchos habitantes la abandonaron durante la guerra. La región fue posesión del ejército de los serbios de Croacia desde 1991 to 1995. Hoy, la situación económica mejora poco a poco, pero aún existe una importante emigración de esta área rural y sus numerosas colinas.
En fenómeno típico de esta región es la composición porosa del suelo kárstico (consistente en pizarra), que crea numerosos cráteres como hoyas (dolinas). También existen muchos ríos subterráneos, los cuales no han sido descubiertos o examinados aún. También el suelo típico de Kordun es la Tierra roja.
- Datos: Q1784321